# Bedside story
Bedside story és un programa de televisió Noruega que va competir per la Rose d'Or del Festival de Montreux (Suïssa) de 1970. Fou produït per la Norsk Rikskringkasting i emès el 4 d'abril de 1970 i la vida al llit era retratada per Erik Diesen i Sverre Christophersen, amb producció musical d'Egil Monn-Iversen.

## Protagonistes
- Sølvi Wang[1]
- Harald Heide-Steen jr.[1]
- Per Asplin[1]
- Arve Opsahl[1]
- Willie Hoel
- Lasse Kolstad